# Girolamo Verallo
Girolamo Verallo (Cori, 1497 - Roma, 10 de outubro de 1555) foi um cardeal do século XVII.

## Biografia
Nasceu em Cori em 1497. O mais velho dos doze filhos de Girolamo Veralli, um médico romano, e Giulia Jacovazzi. Sua família tinha relações com os Farnese. Sobrinho do Cardeal Domenico Giacobazzi (1517). Tio do Cardeal Fabrizio Verallo (1608). Parente dos Cardeais Cristoforo Giacobazzi (1536); e Giambattista Castagna (1583), futuro Papa Urbano VII. Seu sobrenome também está listado como Veralli; e como Varallo.
Estudou direito.
Foi a Roma e foi nomeado referendário do Tribunal da Assinatura Apostólica. Auditor da Sagrada Rota Romana, 26 de novembro de 1534. Auditor do Sagrado Palácio Apostólico. Em 1535, juntamente com o latino Giovenale Manetti, foi em missão perante o Sacro Imperador Romano Carlos V e o Rei Francisco I da França, a respeito da sucessão ao ducado de Camerino após a morte de seu último duque, Giovanni Maria Varano. Núncio em Veneza, 1537 até fevereiro de 1540; protegeu Ignacio de Loyola, fundador da Companhia de Jesus, futuro santo, e os primeiros jesuítas.
Eleito bispo de Bertinoro em 20 de agosto de 1540. Consagrado (nenhuma informação encontrada). Nomeado núncio diante de Fernando, rei dos romanos, de 17 (2) de junho de 1541 até março de 1545. Em agosto de 1542, acompanhou Otto Truchess von Waldburg, futuro cardeal, à Dieta de Nuremberg para apresentar a bula Initio nostri huius pontificatusde 22 de maio de 1542, com a qual o Papa Paulo III convocou o concílio de Trento em 1º de novembro de 1542; ele também levou o documento aos bispos húngaros; ele trabalhou para convencer os bispos alemães a participarem do concílio; a assembleia não pôde ser aberta por causa da guerra entre o imperador e o rei francês, que só terminou em 1544 com a Paz de Crépy. Transferido para a sé de Caserta em 14 de novembro de 1541. Promovido à sé metropolitana de Rossano em 14 de novembro de 1544. Núncio na Áustria, de fevereiro de 1545 até 1547.
Criado cardeal sacerdote no consistório de 8 de abril de 1549; recebeu o chapéu vermelho e o título de S. Martino ai Monti, em 10 de maio de 1549. Transferido para a sé de Capaccio, com a condição de renunciar ao governo da sé de Rossano no prazo de seis meses, 9 de novembro de 1549, até 1º de março de 1553. Participou do conclave de 1549-1550, que elegeu o Papa Júlio III. Legado a latere perante o rei da França, 9 de setembro de 1551. Renunciou à sé de Rossano e Capaccio em favor de seu irmão, Paolo Emilio Verallo, em 1551. Enviado em missão perante o rei Henrique II da França em 1551 para negociar o fim da guerra de Parma e della Mirandola; seu parente Giambattista Castagna, futuro Papa Urbano VII, acompanhou-o como datário. O Papa Júlio III deu-lhe ad vitam o palácio de S. Apolinário, desmembrado dos bens da igreja do mesmo nome, em 18 de setembro de 1551. Prefeito do Tribunal da Assinatura Apostólica e membro do tribunal da Inquisição, 1552- 1553. Optou pelo título de S. Marcello, em 29 de novembro de 1553. Participou do primeiro conclave de abril de  1555, que elegeu o Papa Marcelo II. Participou do conclave de maio de 1555, que elegeu o Papa Paulo IV.
Morreu em Roma em 10 de outubro de 1555. Sepultado na igreja de S. Agostino, Roma